# Стольское городище

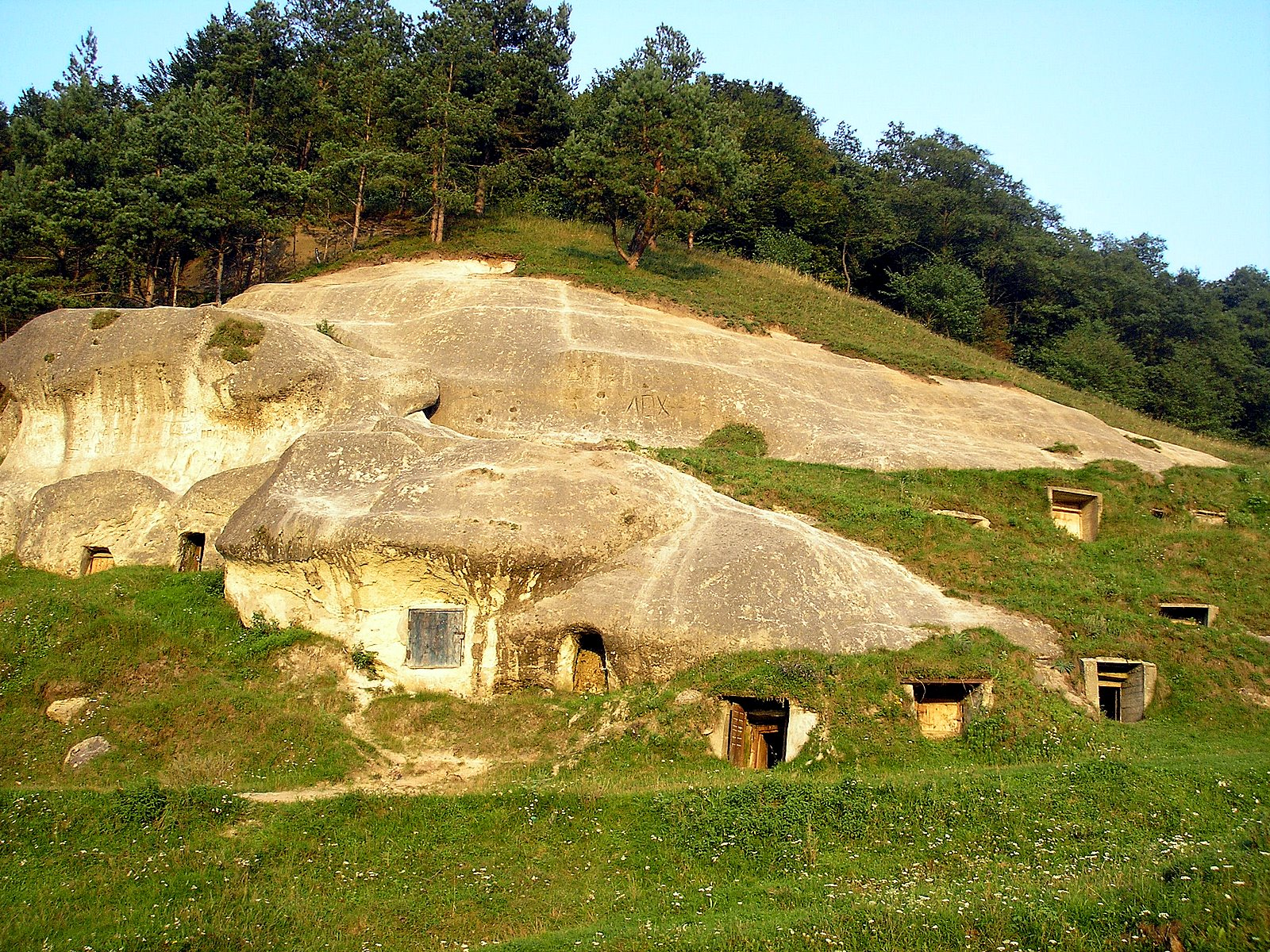
Стольское городище

Стольское (Стильское, Стольско, Стильско) городище (укр. Стільське городище, Стільсько) — городище белых хорватов на Украине, центр общинной и великокняжеской власти восточных хорватов расположен в районе сёл Илов, Стольско, Дуброва (Стрыйский район, Львовская область).
Топоним «стольскъ» означает «столица», хотя это не даёт однозначности в определении статуса этого населённого пункта.
В ватиканских архивах есть краткие записи на греческом, датируемые самое позднее 30-ми годами XVI века, в которых говорится о Стольском городе между Галичем и Владимиром, резиденции Галицкой митрополии.
Более тысячи лет назад на широких просторах украинского Прикарпатья существовала страна славян, известная как Великая или Белая Хорватия, про которую впервые упоминается в книге «Про управление империей» императора Византии Константина Багрянородного. В своей книге он пишет, что крещёные далматские хорваты происходят от некрещёных, проживающих за Венгерскими горами, то есть в Северном Прикарпатье.
Хорваты трижды упоминаются в древнерусском письменном источнике «Повести временных лет», во-первых, в списке других восточнославянских племён, во-вторых, в событиях 907 года, как участники военного похода киевского князя Олега на Византию, и в-третьих, когда они стали объектом военного похода великого князя киевского Владимира Святославовича.
В VI веке территория района вошла в состав Великой Хорватии, в VIII—IX веках столица, вероятно, находилась именно в Стольском, тогда как главное святилище было в Илове.

## Археологические открытия
Стольское городище начали открывать в 1970-х годах. С 1980-х годов Верхнеднестрянской археологической экспедицией НАНУ были начаты первые исследования памятников восточных хорватов в Верхнем Приднестровье.
Следы первых поселенцев в окрестностях Стольского городища относятся к эпохе позднего палеолита. В соседнем Илове найдены артефакты эпохи энеолита. У нескольких курганов найдены обломки глиняной посуды и кремнёвые орудия эпохи бронзы. На правом берегу реки Колодницы, в центральной части села Стольское, найдены обломки лепной посуды культуры фракийского гальштата.
Раннеславянские поселения открытого типа на территории древнего города и в окрестностях возникают в середине VII — начале VIII века. 96 % поселений открытого типа, которые сосуществовали одновременно с городищем в конце VIII — середине X века, были расположены на высоких труднодоступных мисоподобных выступлениях плоскогорья над реками. Остатки поселения площадью 2,75 га IX—X вв. находятся на горе Канича в 2,3 км к северо-востоку от Стольского городища. Остатки крупного поселения площадью 3,0 га зафиксированы в урочище Ласки 1 на южной окраине села Дуброва в 1,7 км от Стольского городища. В нескольких десятках метрах к юго-западу от наружного вала городища выявлены жилища, принадлежавшие служителям языческого культа и их прислуге, которые функционировали в X—XI веках.
В результате археологических исследований было установлено, что на поросшем лесом плато, над селом в IX — начале XI века существовал большой город. Его территория достигала 250 гектаров, а длина оборонных стен протянулась в общей сложности на 10 км. На это указывают мощные земляные валы, окружённые рвами и искусственно возведённые террасы, которые в несколько рядов окружали территорию древнего города. На валах стояли деревянные стены и башни (к ним внутри были пристроены жилые, хозяйственные и военные постройки). В одном из главных проездов к городу была раскопана каменная брусчатка, которую, согласно легендам, называли «Белой дорогой». Население города предположительно составляло 40 тыс. человек.
Раскопки под руководством Ореста Корчинского длились с 1981 по 2000 год.
Вокруг детинца (центральной, самой защищённой части города) находилось укреплённое предместье, где проживало свободное городское население — купцы, ремесленники и духовенство. Раскопано несколько десятков жилищно-хозяйственных и ремесленных объектов, усадьбы отдельных состоятельных горожан. Размер детинца — 15 га. Для сравнения, весь тогдашний Киев занимал 9,7 га. На фундаментах уничтоженных пожаром жилищ были выявлены решетки печей-каменок, собраны многочисленные образцы гончарной и лепной посуды, предметов ежедневного использования, оружия. На доминирующей высоте в центре городища найдены остатки мощных земляных укреплений. К городу вело несколько дорог. По сторонам стояли сторожевые башни из 5-6-метровых деревянных колод. На склонах гор до сих пор сохранились пазы, в которые закрепляли подвесные мосты. С севера до юга городища проходили глубокие овраги, на востоке был земляной вал с деревянным частоколом и рвом. Сохранились фрагменты валов, высотой 2-2,5 м. Поблизости от города археологи исследовали густую сеть поселений, культовых мест и некрополей. Древний город был соединён с главной водной артерией Прикарпатья — Днестром, водным каналом протяжённостью 11 км, сооружённым ещё в IX веке на реке Колоднице. Также, по данным археологов, городище некогда было связано с берегом Днестра древним «фуникулёром», который передвигался с помощью специального 11-километрового каната. На реке Колодница, которая протекала у подножия города, были возведены системы из десятков водяных запор-шлюзов, которые регулировали уровень воды в реке и давали возможность небольшим судам продвигаться вверх по течению.
Находки из Стольского городища ценились коллекционерами ещё с XVIII века.

## Центры языческого поклонения
Пещерные комплексы, обнаруженные экспедицией в конце 1980-х годов Центры языческого поклонения были найдены учеными на окраинах сёл Стольское, Дуброва, Илов, Великая Воля и вблизи самого Николаева. На некоторых капищах исследовались жертвенные ямы. В окружающих городище сёлах сохранилось около 10 языческих капищ, а к ритуальной площадке на городище ведут семь параллельных туннелей. Жертвенный камень, так называемый Дыравец, предположительно использовался как место, где стоял идол. Полученные данные дают основание для вывода, что здесь находилось языческое святилище, начала которого следует искать в середине VIII века.
Как установлено в процессе исследований, высеченные в скалах помещения были сооружены самое позднее в первой трети IX века, то есть в дохристианский период, а затем использовались монахами.

## Легенды
В одном из сказаний говорится, что на горе над селом существовала столица государства и княжества. Её неприступные стены выдерживали многочисленные вражеские набеги, а однажды вражеское войско долго удерживало крепость в осаде, не отваживаясь на штурм. Осаждающие пошли на хитрость, в тёмное время суток они сделали вид, что отступают. Поверив в это, жители сняли оборону и открыли главные ворота. В этот момент отряд, скрывавшийся в засаде, ворвался в город и поджёг его. Зарево поднялось высоко вверх и стало сигналом для отступившего войска к возвращению. Город был тогда сожжён дотла. Пережив страшную трагедию, уцелевшие переселились в долину р. Колодницы, где они основали новое поселение, названное Стольское в память о павшей столице.
В памяти людей остались названия отдельных частей города: «Золотые ворота», «Железные ворота», «Башня», «Княжеский колодец», «Коморище», «Подкоморище», «Химина долина», «Дамба» и прочие.

## Современность
Стольское городище было внесено в Государственный реестр памятников Украины. Однако, в наше время большая часть этого уникального памятника захвачена прогрессирующими эрозионными процессами, которые негативно влияют на его сохранность.
В городе Николаеве был основан «Фонд охраны рационального использования Стольского городища и окружающей природной и исторической среды», основным заданием которого является охрана данного исторического памятника.
С 2005 года заповедник находится под патронатом львовской организации «Крок» и общественной организации «Общество украинских офицеров».